# Amblystegiella madurensis
Amblystegiella madurensis là một loài rêu trong họ Amblystegiaceae. Loài này được Cardot & P. de la Varde mô tả khoa học đầu tiên năm 1923.